# Пресняков, Иван Андреевич
Иван Андреевич Пресняков (1893—1943) — советский военачальник, генерал-майор (4.06.1940), участник Гражданской и Великой Отечественной войн. В 1941 году попал в плен, расстрелян в Нюрнбергской тюрьме.

## Биография
Иван Пресняков родился 22 августа 1893 года в селе Гридино Нижегородской губернии. После окончания Арзамасской учительской семинарии работал наёмным работником. 
В сентябре 1915 года призван по мобилизации в Русскую императорскую армию. Служил в 153-м запасном пехотном полку, в декабре 1916 года направлен на учёбу. В апреле 1917 года Пресняков окончил ускоренный курс Казанского военного училища и произведён в прапорщики. В должности начальника команды пеших разведчиков 11-го гренадерского Фанагорийского полка 3-й гренадерской дивизии 3-го армейского корпуса участвовал в Первой мировой войне на Западном фронте. За отличия в боях дважды награждён. Демобилизован в декабре 1917 года.
Вернулся в родные края. С июня 1918 года — в Рабоче-Крестьянскую Красную Армию, был военным комиссаром Палицкой волости, в августе стал военным комиссаром уезда, с марта 1919 — военный комиссар Ляписской волости. С июля 1919 года принимал участие в Гражданской войне в рядах 1-го стрелкового полка Омской стрелковой бригады 5-й армии Восточного фронта в должностях командира роты и батальона. С февраля 1920 — командир караульного батальона при военном комиссариате Атбасарского уезда Акмолинской области, с марта — командир крепостного полка Акмолинского укрепрайона. С мая 1920 — помощник командира, а с июля — командир 525-го стрелкового полка 53-й стрелковой дивизии. В апреле 1921 года назначен преподавателем на повторные курсы комсостава, но уже в июле назначен командиром отдельного отряда 35-й Сибирской стрелковой дивизии, с которым участвовал в Монгольской операции против войск генерала Унгерна фон Штернберга.
После окончания войны продолжал службу в той же дивизии в Сибири: командир 2-го резервного полка, с октября — начальник разведки и адъютант командира 105-й стрелковой бригады, с марта 1922 — помощник командира 314-го стрелкового полка (некоторое время временно исполнял должность командира полка). С июля 1922 года — помощник командира 107-го стрелкового полка 36-й стрелковой дивизии Сибирского военного округа.
В ноябре 1923 года окончил краткосрочные курсы при Военной академии РККА и назначен помощником командира полка в 84-ю стрелковую дивизию Московского военного округа. С февраля 1925 — командир 252-го стрелкового полка этой дивизии, с августа 1926 — командир 76-го стрелкового полка 26-й стрелковой дивизии Сибирского военного округа. С августа по декабрь 1928 года преподавал в Омской пехотной школе, а затем сам убыл на учёбу.
В 1929 году окончил Стрелково-тактические курсы усовершенствования командного состава пехоты РККА «Выстрел» имени III Интернационала, после чего пять лет был преподавателем и руководителем по тактике в Омской пехотной школе. В 1934—1938 годах он был руководителем военной кафедры Московского института физической культуры, а в 1938—1940 годах служил старшим помощником инспектора пехоты РККА. С февраля 1940 года — старший инспектор 1-го отдела Управления начальника пехоты РККА. В ноябре 1940 года Преснякова назначили начальником отдела боевой подготовки штаба Архангельского военного округа. 4 июня 1940 года ему было присвоено воинское звание генерал-майора.
C началом Великой Отечественной войны и с формированием московского народного ополчения в начале июля 1941 года генерал Пресняков назначен командиром 5-й Московской стрелковой дивизии народного ополчения (Фрунзенского района). В середине июня 1941 года 5-я ополченческая дивизия генерала Преснякова была включена в состав 33-й армии и до начала Московской битвы занималась, в основном, строительством оборонительных сооружений Можайской оборонительной линии и Ржевско-Вяземского оборонительного рубежа Архивная копия от 1 декабря 2017 на Wayback Machine. 19 сентября 1941 года в ходе общих мероприятий по переформированию всех московских ополченческих дивизий в общевойсковые стрелковые дивизии, 5-я ополченческая дивизия генерала Преснякова получила наименование 113-я стрелковая дивизия.
В конце сентября 1941 года 113-я стрелковая дивизия, оставаясь в Резервном фронте, была включена в состав 43-й армии. Дивизия заняла оборонительную полосу армии по реке Шуица в районе Спас-Деменска. 2 октября 1941 года 113-я дивизия оказалась в центре немецкого удара «Тайфун». Несмотря на героическое сопротивление и умело организованную оборону, полки генерала Преснякова были вынуждены отступить. При выходе из окружения Иван Андреевич был ранен, а 16 октября 1941 года попал в плен. Первоначально содержался в лагере для военнопленных в польском городе Замосць, а затем его отправили в Нюрнбергскую тюрьму. 5 января 1943 года Пресняков был расстрелян в лагере за антинемецкую агитацию.

## Награды

### Награды Российской империи
- орден Святой Анны 4-й степени с надписью «За храбрость» (1917)
- Георгиевский крест 4-й степени с лавровой ветвью (1917)

### Награды СССР
- Юбилейная медаль «XX лет Рабоче-Крестьянской Красной Армии»

## Воинские звания
- полковник (1936)
- комбриг (2.04.1940)
- генерал-майор (4.06.1940)